# Benjamin Weiss

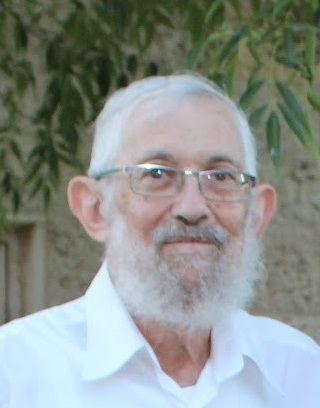
Benjamin Weiss

Benjamin Weiss (* 1941 in New York City) ist ein israelischer Mathematiker.
Weiss wurde 1965 an der Princeton University bei Willi Feller promoviert (Vibrating systems and positively preserving semi-groups). Er war bis zu seiner Emeritierung (2009) Professor an der Hebräischen Universität in Jerusalem. Ab 1967 war er dort Senior Lecturer, 1971 Assistenzprofessor und 1974 Professor.
Er war Gastwissenschaftler an der Yeshiva University und der Stanford University, bei IBM und am MSRI.
Weiss befasst sich mit Dynamischen Systemen, Ergodentheorie, symbolischer und topologischer Dynamik.
Mit Matthew Foreman arbeitet er über dynamische Systeme in deskriptiver Mengenlehre. Von ihm, L. W. Goodwyn und Roy Adler (mit dem er auch viel zusammenarbeitete) stammt das Straßenfärbungsproblem, das Avraham Trakhtman 2007 löste.
1974 war er Invited Speaker auf dem Internationalen Mathematikerkongress in Vancouver (The structure of Bernoulli shifts).
Zu seinen Doktoranden gehört Elon Lindenstrauss.
Seit 2000 ist er Mitglied in der American Academy of Arts and Sciences. Er ist Fellow der American Mathematical Society. 2006 erhielt er den Rothschild-Preis.

## Schriften
- mit Donald Ornstein, Daniel J. Rudolph Equivalence of measure preserving transformations, American Mathematical Society 1982
- mit Ornstein  Statistical properties of chaotic systems, Bulletin AMS, Bd. 24, 1991, S. 1
- Single orbit dynamics, American Mathematical Society 2000